# Frontline
Frontline Ltd. er et globalt olietanker-shippingselskab, der er registreret i Bermuda. Den største aktionær er John Fredriksen og selskabet er børsnoteret på Oslo Børs. I 2008 havde selskabet 82 olietankere og her i blandt VLCC, Suezmax og Suezmax OBO.